# Sporobolus cubensis
Sporobolus cubensis là một loài thực vật có hoa trong họ Hòa thảo. Loài này được Hitchc. miêu tả khoa học đầu tiên năm 1909.